# Trịnh Đạo Truyền
Trịnh Đạo Truyền (có khi viết là Chung Do-chun, Hangul: 정도전; Hanja: 鄭道傳), hiệu là Tam Phong (삼봉, 三峰, Sambong) là một quý tộc, nhân vật chính trị nổi tiếng cuối thời Cao Ly, đầu thời Triều Tiên. Ông là khai quốc công thần của Nhà Triều Tiên và là cận thần của Triều Tiên Thái Tổ, được vua giao nhiều trọng trách. Hệ tư tưởng, nền tảng thể chế và pháp lý của nhà Triều Tiên được xây dựng với công lao rất lớn của ông.
Jeong Do-jeon sinh năm 1342 ở Danyang, tỉnh Chungcheong Bắc. Ông mất năm 1398 do bị giết trong một cuộc chính biến giữa các vương tử nhà Triều Tiên.

## Trước tác
- Sambongjip (삼봉집, 三峰集): Tam Phong tập
- JoseonGyunggukjeon (조선경국전, 朝鮮經國典): Triều Tiên kinh quốc điển
- Daemyungryuljoseonyuhhae (대명률조선어해, 大明律朝鮮語解) Đại Minh Luật Triều Tiên ngữ giải
- Gyungjemungam (경제문감, 經濟文鑑): Kinh tế văn giám